# Coreopsis

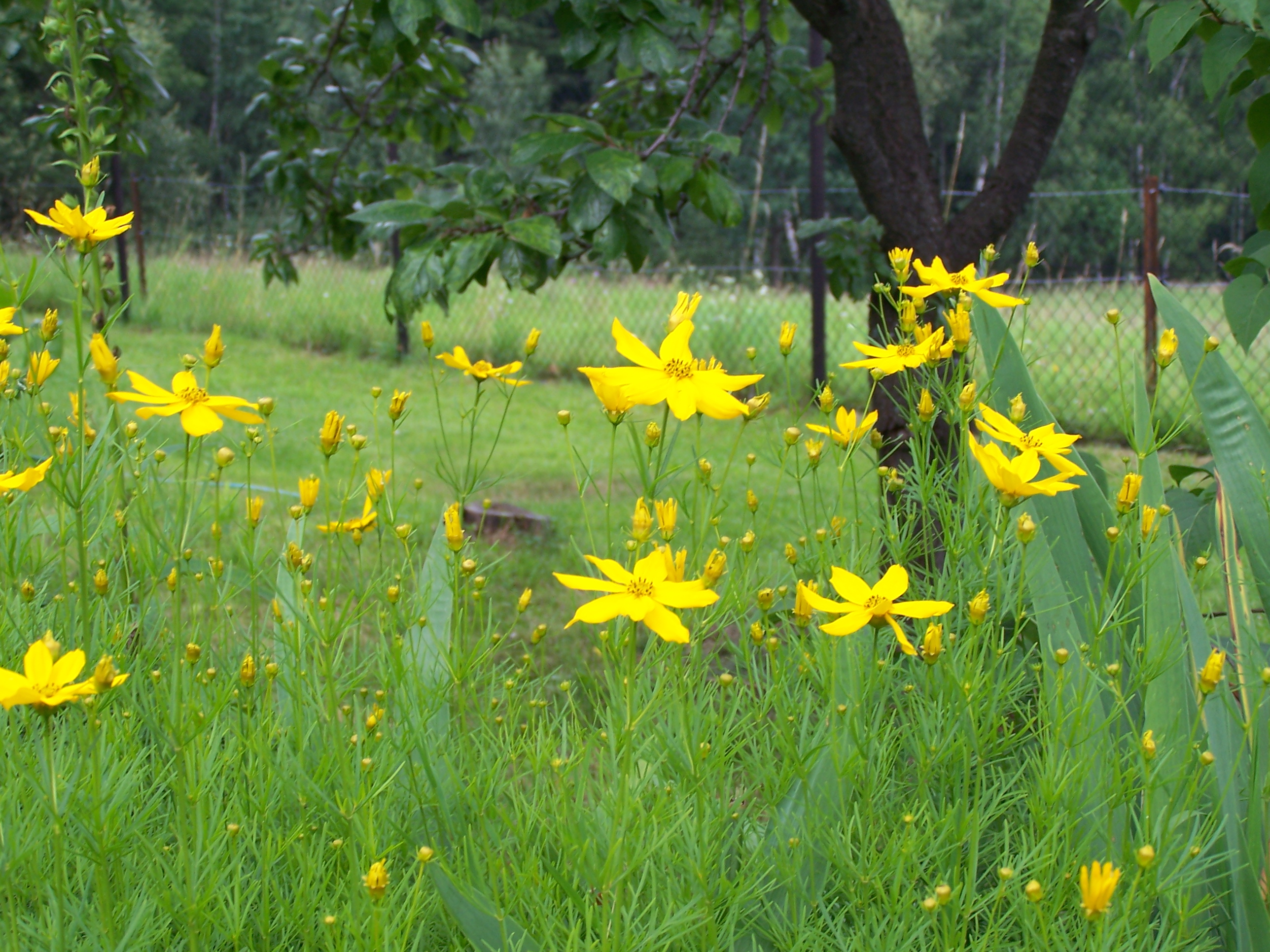
Coreopsis verticillata

Coreopsis (Ochiul fetei, Frumușica sau Lipscănoaie) este un gen de plantă din familia Asteraceae, ordinul Asterales. Majoritatea speciilor provin din America de Nord.

## Descriere
Este o plantă anuală sau perenă, erbacee. Majoritatea speciilor ajung la înălțimi între 20 cm și 80 cm, uneori și mai mult. Toate speciile cresc în poziție verticală, mai mult sau mai puțin ramnificate.

## Specii
- Coreopsis auriculata
- Coreopsis grandiflora, are aspect de tufă, înălțimea de aproximativ 40 cm, cu flori galben deschis
- Coreopsis lanceolata, are petale roz deschis
- Coreopsis maritima
- Coreopsis rosea, cu petale roz
- Coreopsis tinctoria, are flori mici, galbene, in mijloc cafeniu închis
- Coreopsis tripteris
- Coreopsis verticillata